# Torre Unicredit
La Torre Unicredit es un rascacielos en la ciudad de Milán, Italia. Con una altura de 231 metros, es el edificio más alto de Italia.
El rascacielos ha sido diseñado por el arquitecto César Pelli y la estructura se dio por completada el 15 de octubre de 2011 con la finalización del pináculo. Actualmente es la sede del banco italiano UniCredit.

## Proyecto Porta Nuova
El rascacielos forma parte del proyecto Porta Nuova que transformará un área de 290.000 m² en una zona de edificios residenciales y de oficinas. Esta área incluye los barrios de Isola, Varesine y Garibaldi. Se prevé que los trabajos de adecuación y construcción finalicen a mediados de 2014.
El proyecto de Varesine incluye la Torre Solaria de 150 m y la Torre Diamante de 140 m, ya finalizada.
El proyecto de Isola incluye varios rascacielos residenciales de altura media como el Bosco Verticale, de 111 metros de altura.

## Porta Nuova Garibaldi
El proyecto del barrio Garibaldi está a cargo del arquitecto César Pelli. Se compone de una serie de edificios sostenibles en los que se estima que el consumo de energía se verá reducido en un 37% y para cuya construcción se utilizará cristal y acero. Estos edificios están ubicados alrededor de una plaza circular de un diámetro de 100 metros que será de uso exclusivamente peatonal. Los tres edificios que componen el proyecto están dispuestos en forma semicircular alrededor de esta plaza y son los siguientes:
- Torre A: tiene 35 plantas y mide 231 metros de altura, lo que la convierte en el edificio más alto de Italia.
- Torre B: tiene 22 plantas y mide aproximadamente 100 metros.
- Torre C: tiene 11 pisos y su altura ronda los 50 metros de altura.

El pináculo de la Torre A, terminado en octubre de 2011, mide 85 metros de altura y está cubierto en su totalidad con LED, lo que permite su iluminación en diversas tonalidades.